# Nicolau Baratashvili
Nicolau Baratashvili (em georgiano: ნიკოლოზ ბარათაშვილი) foi um poeta georgiano. Ele foi um dos primeiros georgianos a casar o nacionalismo moderno com o romantismo europeu e a introduzir o "europeísmo" na literatura georgiana. Devido à sua morte prematura, Baratashvili deixou uma herança literária relativamente pequena de menos de quarenta letras curtas, um poema extenso e algumas cartas particulares, mas ele é considerado o ponto alto do romantismo georgiano. Ele foi referido como o "Byron georgiano".